# Claire Kenneth
Claire Kenneth (Kölcsey Kende Klára) (Budapest, 1908. július 22. – 2000. április 21.) magyar írónő.

## Életútja
Születési időpontja vitatott: esküvői bejegyzése alapján 1914-ben, a Fővárosi Levéltárban megtalálható 1941-es népszámlálási ívek szerint pedig 1910-ben született. Ez téves. Az első két házassági bejegyzése szerint 1908. július 22-én született Budapesten.
Édesanyja Varga Vilma (1885. 09. 12. Budapest – 1974. 03. 07. Budapest), Breitner Károly és Guttman Irma lánya, akinek első férje Eiser Emil (Eiser Miksa és Breier Regina fia) magánhivatalnok volt, házasságot kötöttek 1905. 11. 09.-én Budapesten, a házasság 1907-ben felbomlott. Édesapja Kende Izidor (1879. 12. 05. Késmárk – 1928. 01. 13. Budapest), Kohn Ede és Glückmann  Ernesztina fia, kereskedő volt, aki 1895-ben változtatta meg a nevét Kohnról Kendére. Szülei házasságot kötöttek 1907. 10. 20-án Budapesten. Húga Kende Márta (Budapest, 1913. július 06. – Budapest, 1988.), Lakó Ferenc építész, többszörös Balaton átúszó, vízilabdázó, vitorlázó felesége. Édesapja nővérének, Bródy Kálmánné Kohn Gizellának lánya Bródy Lili írónő.
Édesapja üzlete a '20-as években egyre nehezebb helyzetbe került pénzügyileg, és 1927-ben csődöt jelentett, amelyet hamarosan halála is követett. Klára írásból próbált bevételre szert tenni. 1928-tól megjelentek első rövidebb művei, de már 1929-ben kiadták első regényét is. Ettől az időponttól írónőként tekintett magára, foglalkozásaként is ezt jelölte meg.
Első férje Nonn János Nándor (1894. 05. 07. Budapest – ?) elvált dohányjövedéki tisztviselő, Nonn János földműves és Schlőr Veronika fia. Házasságot kötöttek 1931. 01. 01.-én Budapesten, elváltak 1937-ben.  Első házasságából született egy fia 1934-ben.
Férje, mint a M. kir. központi dohányáruraktárak budapesti tisztviselője belekeveredett a próbaszívások ügyéből indult dohányjövedéki bűnügybe. Az eljárás a királyi kúriáig jutott, amely orvosi vélemény alapján az alsóbb fokú bíróságok által kiszabott egy hónapi fogház és hivatalvesztés büntetés alól 1934-ben felmentette. Klára végig kiállt férje mellett.
Kairóban volt nászúton, később innen merítette az Éjszaka Kairóban történetét. A Szinházi Élet folyóirat által az 1920-30-as években nyaranta rendszeresen megrendezett strandonkénti szépségversenyen 1932-ben mint Nonn Jánosné küldött be fényképet nevezésül. Balatonalmádiban szépségversenyt nyert, amelyre később is büszkén emlékezett vissza. Férje a Don-kanyarban elesett.
Második férje Dr. Bíró Géza (1902. 07. 10. Petrozsény (Hunyad vm.) – 1944. 12. Bécs), elvált okleveles gyógyszerész, Bíró Albert és Szüszer Berta fia. (Házasságkötésük: 1937. 02. 22. Budapesten) Férjét 1944. áprilisában a honvédelmi munkára a stridóvári Szent Jeromos Gyógyszertár vezetésére kirendelték. Őt a Gestapo ölte meg, mert segített egy amerikai katonának.
Harmadik férje Bárdossy Pál Zoltán  (1915. 06. 02. Alsómesteri – 2002. 11. 22. Andes) testőr főhadnagy, Bárdossy Zoltán alsómesteri földbirtokos és Hertelendy Laura fia. Házasságkötésük: 1946. április. Bárdossy Pál távoli rokona volt az egykori miniszterelnök Bárdossy Lászlónak.
A Vészkorszak idején, 1944. 06. 17-én találmányt nyújtottak be "Hajfelcsavaró eszköz"-re, a Szabadalmi Közlöny 1945. 12. 15.-i száma szerint (B-16342. III/b. számon) mint Bíró Gézáné sz. Kende Klára nyelvtanár és Bárdossy Pál százados. A megadott szabadalmat 1946. 12. 16.-án listázta a Szabadalmi Közlöny, immár Bárdossy Pálné sz. Kende Klára nyelvtanár és Bárdossy Pál szolg. kiv. százados nevére 137364. III/b. számon.
1951-ben kitelepítették őket Tiszasülyre, rizsföldeken dolgozni. Innen írott levelei váratlanul előkerültek; feldolgozásuk jelenleg is tart.
Később Amerikába emigráltak. A kezdetekben férje takarított, ő pedig többek között modellkedett is. Később kiadták könyveit. 1991-ben perre ment amerikai könyvkiadójával, Püski Sándorral és a Corvin Hungarian Books könyvkiadóval a magyarországi kiadások jogairól. Neves ismerőse volt többek között Arthur Miller, Marilyn Monroe, Zilahy Lajos, Tony Curtis és Greta Garbo.

## Munkássága

### Első művei
Bűnügyi kisregények a Magyar Detektív képes folyóiratban jelentek meg 1929–1931-ben:
- A gyöngysor (elbeszélés, 1929. 03. 15. 6. szám 29.-31. oldal)
- A Tárnoky-villa titka (1929. 05. 15. 10. szám 7.-14. oldal)
- Ki a bűnös (kis regény, 1930. 01. 15. 2. szám, 7.-12. oldal)
- A különös kalap (kis regény, 1930. 04. 01. 7. szám, 7.-11. oldal, H. Philips rajzillusztrációival)
- Botrány a fürdőhelyen (kis regény, 1930. 09. 15. 18. szám, 9.-15. oldal, Szabó József rajzaival)
- Gyilkosság a szinházban (bűnügyi kis regény, 1931. 04. 15. 8. szám 5.-11. oldal)

### Rövidebb írásai azUjsághírlapban
- Randevu a szigeten (1928. 08. 28. 3. oldal)
- Hazatérés (1928. 09. 29. 221. szám 2.-3. oldal)
- A rózsacsokor (1928. 11. 08. 253. szám 2.-3. oldal)
- Az álmok lovagja (elbeszélés, 1929. 02. 22. 44. szám 2. oldal)
- A tükör (1929. 04. 19. 88. szám 2. oldal)
- Az orosz herceg (1929. 05. 15. 108. szám 2. oldal)
- Barátság (1929. 06. 14. 132. szám 2. oldal)
- Happy end (1929. 08. 17. 185. szám 2. oldal)
- Hazug lányok (1929. 11. 20. 264. szám 2. oldal)
- Elkésett randevu (1938. 05. 19. 112. szám 3. oldal)

### Emigrációs magyar nyelvű lapokban megjelent írásai
- Mennyből az angyal... (Képes Magyar Világhiradó, 1971. 12. 01. 21-22. oldal – kitelepítés idejéről; Adelaidei Magyar Értesítő, 1978. 12. 01. 18-19. oldal 2. közlés)
- Kornél bácsi (Képes Magyar Világhiradó, 1972. 04. 01.15. oldal – családi anekdota)
- Party előtt (Képes Magyar Világhiradó, 1972. 07. 01. 25-26. oldal)
- Magas nők, alacsony férjek (Képes Magyar Világhiradó, 1972. 11. 01. 17-19. oldal )
- Vladimir (Képes Magyar Világhiradó, 1973. 10. 01. 19.-23. oldal)
- "Isten áldja meg Őt..." (New Yorki Magyar Élet, 1974. 12. 21. 9. oldal )
- Pénteki posta 1. rész (Amerikai Magyar Világ, 1975. 06. 08. 12. oldal)
- Pénteki posta 2. rész (Amerikai Magyar Népszava, 1975. 06. 20. 10. oldal)
- Kormos (Katolikus Magyarok Vasárnapja, 1985. 05. 19. 6. oldal)

## Róla szóló cikkek
- Siker születik (Kende Sándor, Dunántúli Napló, 1977. 06. 19. 34. évfolyam, 167. szám 5. oldal)
- Riverdale felől a Lánchíd (Rapcsányi László, Új Tükör, 1988. 06. 19. 25. szám 42. oldal)
- New York-ban sem csendesek a hajnalok... (Sebes Erzsébet, Reform, 1989. 08. 11. 31. szám 23. oldal)
- Claire Kenneth, az Írónő (Mátay Mónika, Mozgó Világ, 1990. 6. szám 101.-108. oldal)
- Püski kontra Claire Kenneth (Révi, Kurír – reggeli kiadás, 1990.09. 12. 62. szám 12. oldal)
- A vicének tetszett, tehát kiadom (Kurír – reggeli kiadás, 1992. 01. 19. 18. szám 10. oldal)
- Claire Kenneth tiltakozik (Kurír – reggeli kiadás, 1992. 02. 18. 48. szám 11. oldal)
- Az amerikai jog szerint döntöttek (Kulcsár Anna, Világgazdaság, 1997. 01. 07. 4. oldal)
- Egyre kijjebb tolni a határokat – Beszélgetés András Sándorral az ötvenes évekről (Onagy Zoltán, Kortárs, 2014. 3. szám 48-55. oldal)

Első regénye a Végzetes nyár, mely 1929-ben jelent meg. A mű kedvező kritikákat kapott sajtóban, az Ujság kiemeli: "Regénye érdekes. Fordulatos meseszövése, jól meglátott figurái és leányos finomsága, melyekkel a hangulatokat teremti meg, arról tanúskodnak, hogy Kende Klára fejlődőképes írónő, aki bizonyosan levetkezi ma még meglévő szertelenségeit és szűkebb mederbe szorítja az alakokból kiáradó érzelmeket. " Az Esti Kurir szerint:  "A fiatal írónő mindenesetre nagyon biztatóan és rokonszenvesen indul, van fantáziája és tud elbeszélni, van megfigyelőképessége és van ereje ahhoz, hogy a drámaivá szélesült mese szálait végül is kerek egésszé fogja össze. " A Magyar Hirlap véleménye:  "Fiatal és tehetséges írónő első regénye. A történet: két szimpatikus fiatal ember tiszta szerelme. Előreláthatatlan akadályokon, jóbarátok intrikáin, tragikus fordulatokon keresztül csak ennek a szerelemnek tüzét érezzük kiáradni ebből az érdekes írásból. "

## Ismertebb regényei
- A rubin kereszt[44]
- Neonfény a Nílus felett (The love ridle, Neonlight over the Nile)[45] 1962
- Forgó táncparkett (The rotating dance-floor) 1977
- Egon naplója 1966
- Halálos háromszög[46]
- Szerelemről szó sem volt
- Felhők felett... 1984
- Május Manhattanben (May in Manhattan) 1965[47]
- Különös kaland
- Minden tavasz véget ér[48]
- Éjszaka Kairóban[49]
- Randevú Rómában[50]
- A hermelines hölgy[51]
- Kék kanári
- Panoptikum[52]
- Egon naplója
- Dupla Martini
- Holdfény Hawaiiban (Moonlight in Hawaii, Countess for sale[53])1962
- Így látom New Yorkból[54]
- Countess Carrots[55]

Sanghaj szépe
Kisregények
- Holtverseny
- Novellák, igaz történetek
- Sanghaj szépe
- Illúzió
- A briliánsgyűrű
- Natasa
- A tuniszi táncosnő
- Hotel Majestic
- Nem vagyok feminista
- A felső tízezer
- A milliárdos és a modell
- A két Caroline
- Mi történt a Kennedy-villában?
- A szenátor és a szépségkirálynő
- Sinatra és a First Lady
- Geraldo, a gentleman
- Ki ölte meg a félvér Litát?
- Angliában nincs halálbüntetés
- Hollywood
- Oscar
- Apák Hollywoodban
- Elisabeth Taylor ismét férjhez megy
- Marlon Brando, a gyilkos apja
- Örökösök
- Napóleon és Joséphine
- Mussolini
- Forradalom Moldáviában
- Amerikai találkozások
- Krisztina királynő
- Ne szólítson hercegnőnek!
- Csalódtam Rafaelben
- Isten veled, Katalin
- New York – Budapest
- Karácsony New Yorkban
- Micsoda éjszaka
- Utószó

## Magyarul
- Éjszaka Kairóban. Regény; ford. Nonn Iván; Grill, Budapest, 1946
- Randevú Rómában. Regény; Magyar Téka, Budapest, 1947
- Neonfény a Nílus felett. Regény; Corvina, New York, 1958
- Május Manhattanben. Regény; Bardoss & Nonn, New York, 1959
- Holdfény Hawaiiban. Regény; New American Library of World Literature, New York, 1962
- Egon naplója. Regény; Cosmos, New York, 1966
- Forgó táncparkett. Regény; Zip, New York, 1969
- A hermelines hölgy; Pilvax, New York, 1975
- Szerelemről szó sem volt. Regény; May Publishing House, New York, 1977
- Különös kaland; May Publishing House, New York, 1980
- Minden tavasz végetér... Regény; May Publishing House, New York, 1982
- Felhők felett; May Publishing House, New York, 1984
- Halálos háromszög. Regény; May Publishing House, New York, 1987
- Panoptikum; Magyar Világ, Budapest, 1989
- Kék Kanári; Magyar Világ, Budapest, 1991
- A rubin kereszt. Három regény / Vesztett játszma / Femme fatale; Magyar Világ, Budapest, 1990
- Sanghaj szépe; Magyar Világ, Budapest, 1991
- Dupla martini; Magyar Világ, Budapest, 1991
- Így látom New Yorkból; Magyar Világ, Budapest, 1992
- Különös kaland. Összegyűjtött elbeszélések; Fapadoskonyv.hu, Budapest, 2010

## Kiadói
- Corvina Printing
- Pilvax Publishing Corp.
- Árkádia[57]), Budapest
- Magyar világ kiadó, Budapest
- Cosmos Publishing House, New York
- Penguin Group Inc., US
- May Publishing, New York
- Appleton-Century Croft Inc., New York
- New American Library Inc., „Signet Books”, New York
- Alwin Redman Inc., London
- Nederlandische Keurboekerij. N. V. Amszterdam
- Editorial Ibis; Lida Venda Amadore, Portugália
- Yoshitaka & Kiosuke Ltd., Tokió
- Agencja Wydawiczno Ksiegarska, Varsó